# Gary Frank
Gary Frank (nacido en Bristol, Inglaterra en 1969) es un dibujante y guionista de historietas, notable por sus ilustraciones en Midnight Nation (2000) y Supreme Power (2003), ambos escritos por el estadounidense Joseph Michael Straczynski. También colaboró con el guionista Peter David en El increíble Hulk y Supergirl. En el 2000 lanzó su propia creación Kin, una serie limitada publicada por Top Cow Productions.

## Biografía
Nativo de Bristol, Inglaterra, comenzó su carrera trabajando en varios títulos para Marvel UK, previo a entrar en la escena de los cómics estadounidenses haciendo los lápices para El increíble Hulk. Después, Frank llegó a DC Comics donde fue el artista inicial de Birds of Prey e hizo lápices para las aventuras de Supergirl. También ha trabajado en Gen¹³ de Wildstorm, así como en la serie Kin, que él mismo creó.